# L'Échelle de Jacob (cabaret)
Pour les articles homonymes, voir Échelle de Jacob.
L’Échelle de Jacob était un cabaret situé 10, rue Jacob, dans le 6e arrondissement de Paris. Le bar à cocktails qui l'a remplacé en 2003 a fermé ses portes fin 2013.

## Historique
Ouvert en 1948, à Noël, et dirigé par Mme Suzy Lebrun (originaire de Caen), ce cabaret a vu les débuts d’artistes tels que Jacques Brel, Marie-Thérèse Orain, Barbara, Juliette Gréco, Serge Gainsbourg, Charles Aznavour, René-Louis Lafforgue, Jacques Douai, Jacqueline Villon, Raymond Devos, Cora Vaucaire, Léo Ferré, Nadia Dikoff, Jacques Mailhot, Jacques Delord, Marie Paule Belle,  Jean-Jacques Peroni, Jean-Paul Vignon, Jacques Bodoin, Marie-Pierre Casey, Jean-Marie Proslier avec Pauline Carton. Proslier commençait une histoire et Pauline Carton dans le public, dévoilait la chute de l'histoire. Le public surpris au début était aux anges en reconnaissant Pauline Carton qui se justifiait, l'air angélique en disant « je suis la concierge de l'immeuble, je connais toutes ses histoires par cœur à force de les entendre à longueur de soirées ». Le duo faisait un triomphe chaque soir.
Le compositeur Pierre Arvay a secondé Suzy Lebrun à la direction artistique du cabaret de 1949 à 1953 ; il a également accompagné les artistes au piano durant cette période.

## Hommage
Léo Ferré dans son album Et... basta !, évoque :
« Mme Lechose, taulière blonde, un peu grasse, un peu… Taulière à L’Escalier de Moïse, où il y avait de tout, du Fernand, du Ferré qui chantait au piano, avec son chien et ses grimaces, et son petit cachet...
- Dis donc, Léo, ça ne te gêne pas de gagner de l'argent avec tes idées?
- Non. Ça ne me gênait pas non plus de n'en pas gagner avec mes idées, toujours les mêmes. Il y a quelque temps.
Vois-tu, la différence qu'il y a entre moi et Monsieur Ford ou Monsieur Fiat, c'est que Ford ou Fiat envoient des ouvriers dans des usines et qu'ils font de l'argent avec eux.
Moi, j'envoie mes idées dans la rue et je fais de l'argent avec elles. Ça te gêne? Moi, non! Et voilà!
Madame Lechose, un peu blonde, un peu... Je la regardais, des fois, en chantant, juste en face de moi, qui n'en perdait pas une, de ses fiches, et le whisky tant, et le gin-fizz tant, et le citron pressé tant... Et mon citron pressé?
La Mère Lechose, un peu blonde, un peu grasse, toujours à l'heure, comme les vrais artistes, ceux qui travaillent, et comme ceux qui font travailler les artistes. Je faisais la salle. Jamais les clients.»
où l'« Escalier de Moïse » désigne L'Échelle de Jacob et « Mme Lechose » fait référence à Mme Lebrun.